# Miguel Ramírez de Salamanca
Miguel Ramírez de Salamanca, OP (falecido em 1534) foi um prelado católico romano que serviu como bispo de Santiago de Cuba (1530–1534).

## Biografia
Miguel Ramírez de Salamanca nasceu em Salamanca, em Espanha, e foi ordenado sacerdote na Ordem dos Pregadores. No dia 7 de novembro de 1530, foi nomeado durante o papado do Papa Clemente VII como Bispo de Santiago de Cuba. A 5 de janeiro de 1533, no Convento de São Paulo em Valladolid, foi consagrado bispo por Alfonso Manrique de Lara y Solís, arcebispo de Sevilha, com Baltasar del Río, bispo de Scala, e Luis de Vivaldis, bispo de Arbe, servindo como co-consagradores. Serviu como Bispo de Santiago de Cuba até à sua morte em 1534.